# Search and destroy (doctrine)
Search and destroy (letterlijk: zoeken en vernietigen) is een militaire doctrine, die eruit bestaat om de grootste vijandelijke eenheden op te sporen (search), te omsingelen en vervolgens te vernietigen (destroy). Zowel op strategisch als tactisch niveau lijkt het veel op de klassieke bewegingsoorlog (bewegungskrieg), met als voornaamste verschil dat er geen lineair, gesloten front gevormd wordt.
De term refereerde in de Vietnamoorlog ook naar het uitkammen van een gebied, en daaropvolgend het vernietigen van alles wat de vijand zou kunnen gebruiken. Deze tactiek refereert eerder naar verschroeide aarde dan naar de hierboven beschreven strategie.

## Theorie
De eerste fase bestaat eruit dat men, via verkenning of inlichtingen, een of meerdere vijandelijke eenheden ontdekt. Vervolgens moeten deze worden omsingeld, nog voordat er een serieus front gevormd wordt (bijvoorbeeld omdat de vijand nog in beweging was). Hierdoor wordt de vijand diens bewegingsvrijheid ontnomen.
De volgende stap is dat de vijand met artillerie, vliegtuigen en gevechtshelikopters moet worden uitgeschakeld, terwijl deze niet kan ontsnappen. Direct vuur behoort alleen gebruikt te worden om de vijand in het 'net' te houden. Om de vijand te dwingen het vuur te openen, zodat ze zichtbaar worden voor de verkenningseenheden, moet één infanterie-eenheid (meestal een bataljon of een brigade), soms ondersteund met tanks, een directe aanval op de omsingelde eenheid/eenheden uitvoeren.

## Geschiedenis

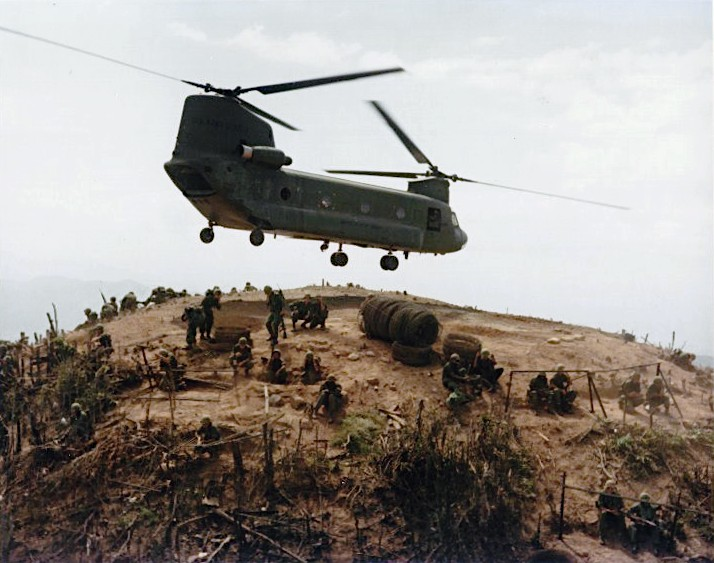
Helikopters speelden een belangrijke rol in search and destroy operaties.

Search and destroy is waarschijnlijk voor het eerst als zodanig ingezet tijdens de opstanden in Maleisië (1948-1960). De gedachte was dat de klassieke methode van oorlogsvoering, namelijk een gebied bezetten en vervolgens behouden, niet zou werken, en dat men daarom alleen kon winnen door middel van een uitputtingsoorlog. Een belangrijk onderdeel hiervan was dat de vijand meer verliezen moest worden toegebracht dan men kon vervangen.
Dit begon met het opzetten van de Ferret force, een speciale eenheid die als taak had om informatie te verzamelen over de locatie van de communistische guerrilla- eenheden. De volgende stap bestond uit het omsingelen en vervolgens vernietigen van de ingesloten eenheden.
Anders dan soms wordt gedacht, is deze strategie niet ingezet in de Koreaoorlog(1950-1953), hetgeen een veel conventionelere oorlog was.
De strategie werd op grote schaal toegepast in de Vietnamoorlog (1955-1975), met name in de eerste fase van het conflict. Het werd de kern van de strategie die Generaal William Westmoreland aanhield. Amerikaanse en Zuid-Vietnamese troepen trokken vanuit versterkte bases erop uit om grote gebieden te verkennen, op zoek naar de Vietcong. De meeste operaties vonden plaats op het brigradeniveau, maar operaties op het regimentale niveau kwamen ook voor.
Search and destroy operaties kregen een nieuwe impuls door het op grote schaal beschikbaar staan van helikopters. De helikopter maakte het mogelijk om infanterie-eenheden sneller te verplaatsen dan ooit tevoren, alsmede sneller vuurbases(artilleriebases) aan te leggen dan voorheen. Een ander voordeel was dat het moeilijke terrein in Vietnam voor de helikopter geen beperking vormde. Ook de mogelijkheid om helikopters in te zetten voor directe luchtsteun was een belangrijke factor, met name om de vijand te ontregelen. Hiervoor werden in eerste instantie bewapende versies van transporthelikopters ingezet, later werden hier gespecialiseerde gevechtshelikopters voor ontwikkeld.
In zowel Maleisië als in Vietnam, bleek de strategie niet goed te werken, doordat hij meestal veel te bruut werd uitgevoerd: de massale vuurkracht die men gebruikte, maakte geen onderscheid tussen militair en burger, hetgeen in grote aantallen burgerslachtoffers resulteerde. Dit betekende in beide oorlogen dat de politieke steun van de bevolking vrijwel altijd naar de guerrilla's ging. Als gevolg van de zeer slechte coördinatie tussen het militaire en het politieke conflict, bleek het in de meeste gevallen onmogelijk om de steun van de lokale bevolking te krijgen.
In het geval van de Vietnamoorlog, besloot men later in de oorlog dat het een verspilling van mankracht en materieel was om de grote vijandelijke formaties te vernietigen, en het veroverde gebied dan vervolgens niet te consolideren. Naarmate de gevechten heviger werden, met name na het Tet-offensief, besloot men om vaker vijandelijk gebied te consolideren, om de Vietcong zodoende haar bewegingsvrijheid en uitvalsbases te ontnemen. Met name de bases in de Iron triangle, War zone C en War zone D(het Zuidwesten van Zuid-Vietnam) waren belangrijke doelwitten.
Er kwamen ook andere beperkingen van de tactiek aan het licht:
1. Het succes is afhankelijk van het gegeven dat de eenheden die omsingeld zich in niet of nauwelijks verplaatsen. Doordat de Vietcong(alsmede de Vietminh) zeer bedreven was in camouflage en zich meestal verplaatste zonder voertuigen, bleek het in veel gevallen vrijwel onmogelijk om bij te houden waar de Vietcong zich bevond, en of ze zich verplaatsten en waar naartoe.
2. De eenheden die aan de omsingeling deelnemen vormen automatisch een relatief lang front, met vrij open flanken. Dit is met name problematisch als er zich nog eenheden zijn buiten het 'net', die niet tijdig ontdekt worden tot het te laat is. In het specifieke geval van Vietnam leidde dit niet zelden tot zeer gevaarlijke situaties, die alleen konden worden beperkt door de inzet van massale vuurkracht(artillerie, bommenwerpers e.d.).
3. De helikopters, die belangrijk zijn voor de vereiste snelheid, zijn tegelijkertijd kwetsbaar voor luchtafweergeschut. Ook zijn ze relatief gemakkelijk te ontdekken, daar ze zich niet in het terrein kunnen verbergen(het geluid speelt ook een belangrijke rol). Reguliere grondeenheden bleken hier geen noemenswaardig alternatief voor, doordat het terrein in Vietnam iedere vorm van grondverplaatsing zeer moeilijk en traag maakte. Dit probeerde men later te compenseren door transporthelikopters te laten escorteren door aanvalshelikopters, of door met behulp van jachtbommenwerpers het luchtafweergeschut te neutraliseren. Desondanks bleef het geheel een achilleshiel en de verliezen aan helikopters bleef gedurende de hele oorlog groot.

## Notities
- In de Vietnamoorlog vond men gedurende de slag om Khe Sanh(21 januari- 9 juli 1968) een oplossing voor de derde beperking: men wierp eerst met behulp van 4 A-4 Skyhawks bommen en napalm op het vijandelijk luchtafweergeschut. De volgende 2 Skyhawks wierpen traangasbommen. De volgende 2 wierpen rookbommen, om zodoende een corridor te creëren. Ongeveer 30 seconden later zouden de transporthelikopters landen, gedekt door bewapende UH-1 helikopters, terwijl nog eens 4 Skyhawks het luchtafweergeschut aanvielen met bommen, raketten en boordgeschut. De gehele actie duurde amper 5 minuten en vereiste een optimale timing. Het verkreeg de naam super gaggle.

### Battlefield: Vietnam (documentaire uit 1999)
- https://www.youtube.com/watch?v=Ak9S0TRJauA&t=3114s
- https://www.youtube.com/watch?v=AhYn49kLg6w&t=728s
- https://www.youtube.com/watch?v=6dh-qZV7l-g&t=10s
- https://www.youtube.com/watch?v=-HItW3Udju8

### Overige bronnen
- https://www.militairespectator.nl/sites/default/files/uitgaven/inhoudsopgave/MS%207-8-2007%20Brocades%20Zaalberg%20Klassieke%20counterinsurgency.pdf
- https://digitalcommons.csbsju.edu/cgi/viewcontent.cgi?httpsredir=1&article=1014&context=polsci_pubs
- https://web.archive.org/web/20181008124538/http://www2.iath.virginia.edu/sixties/HTML_docs/Resources/Glossary/Sixties_Term_Gloss_Q_T.html
- https://www.britannica.com/event/Korean-War/Talking-and-fighting-1951-53
- https://thevietnamwar.info/search-destroy-misconception/
- https://thevietnamwar.info/why-search-destroy-failed-vietnam/
- Dit artikel of een eerdere versie ervan is een (gedeeltelijke) vertaling van het artikel Search and destroy op de Engelstalige Wikipedia, dat onder de licentie Creative Commons Naamsvermelding/Gelijk delen valt. Zie de bewerkingsgeschiedenis aldaar.